# 黄仁泽
黄仁泽，一名黄讽，晚唐福州侯官县白林人（今福州市仓山区下林），唐乾宁二年（895年）乙卯科武状元，后来在闽国担任谏议大夫、节度巡官，死后葬于上林。据传他是黄璞的第五子。